# 다쓰노성

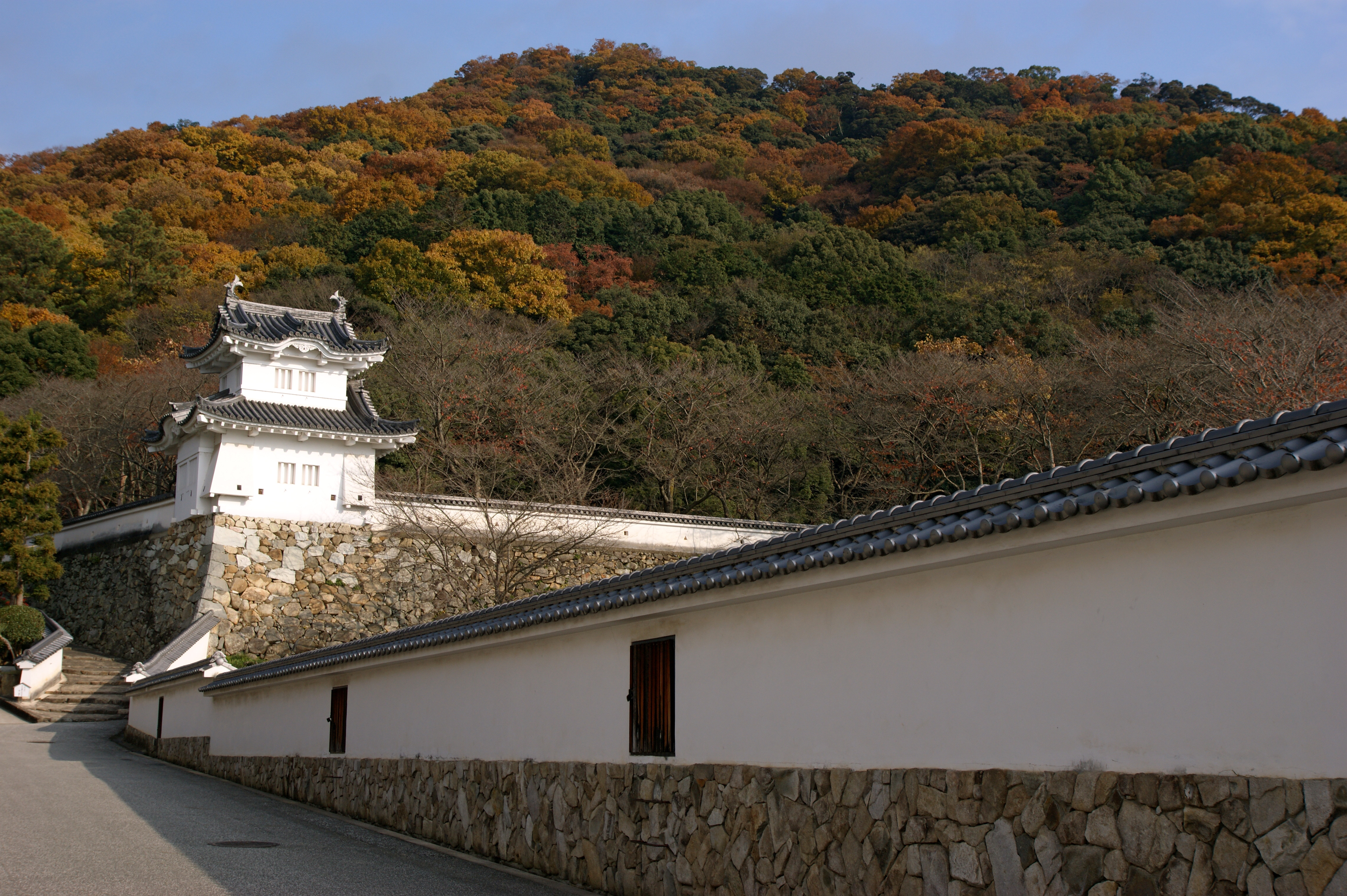
망루

다쓰노성(일본어: 龍野城)은 효고현 다쓰노시 다쓰노정에 있는 평산성이다. 에도 시대 다쓰노 번의 번청으로 사용되었다. 가스미 성(霞城)이라는 이명도 있다.

## 역사
무로마치 시대 ~ 아즈치모모야마 시대
1499년 하리마국 슈고 아카마쓰 마사노리의 아들 아카마쓰 무라히데가 게이로 산(鶏籠山)에 성을 쌓았다. 이 성이 게이로 산성(鶏籠山城) 혹은 다쓰노 고성(龍野古城)이다. 1577년 하시바 히데요시의 하리마 평정 때 히데요시 세력권에 편입된 후, 하치스카 마사카쓰가 성주로 부임하였다. 이후 후쿠시마 마사노리(1587년 ~ 1589년), 기노시타 가쓰토시(1589년 ~ 1594년), 고이데 요시마사(1594년 ~ 1595년)를 거쳐 세키가하라 전투 후, 전공을 세운 이케다 데루마사의 히메지번에 편입되었다.
에도 시대 ~ 현재

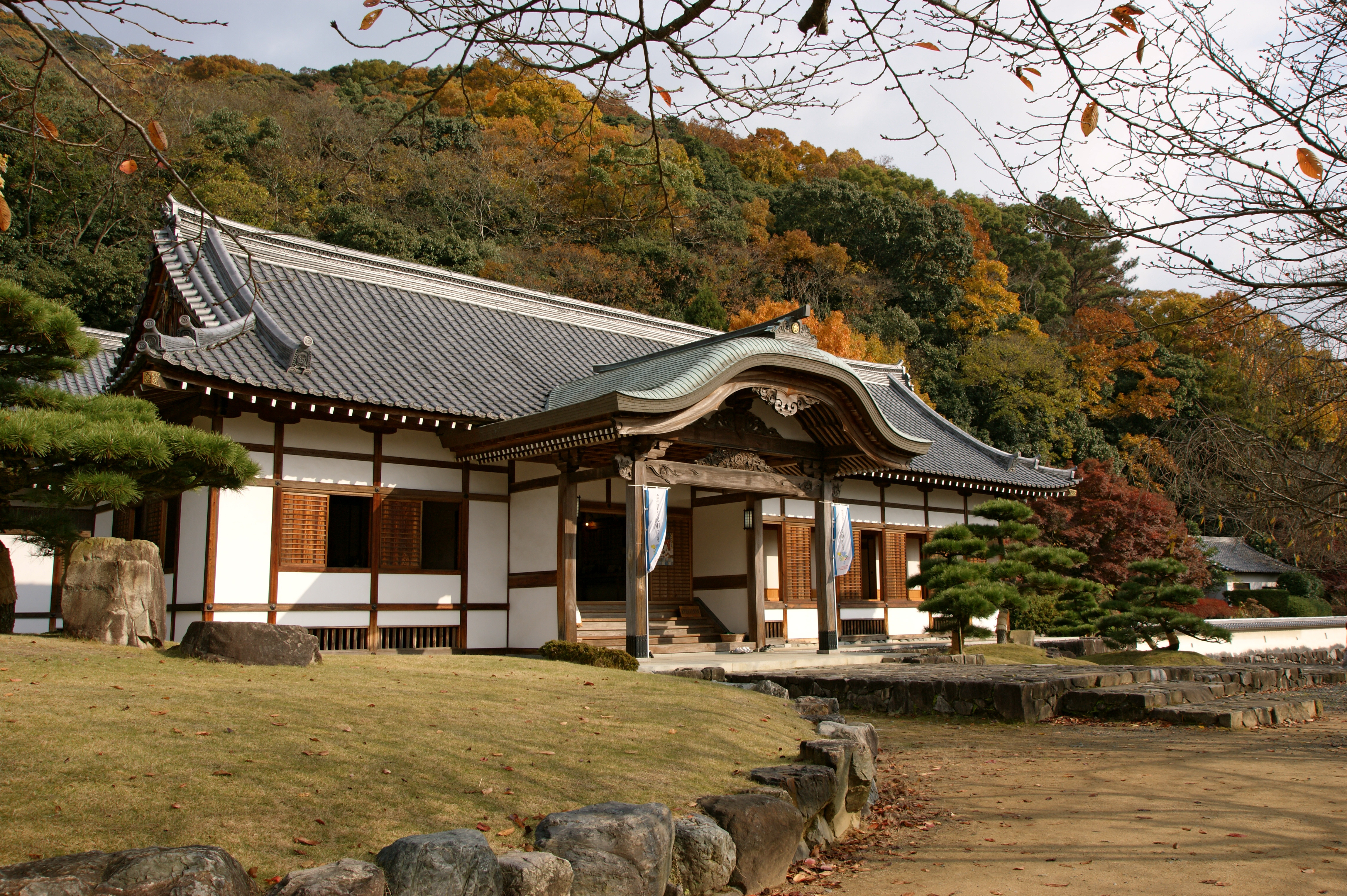
혼마루 어전

1617년 히메지 번 3대 번주 이케다 미쓰마사가 이나바국 돗토리번으로 전봉되자, 다쓰노 번은 히메지 번에서 분번되어 가즈사국 오타키번에서 혼다 마사토모가 게이로 산성에 입성했다. 이 무렵 산성인 게이로 산성의 중심부를 산정에서 산기슭으로 이전했다. 1626년 친형인 히메지 신덴 번주 혼다 다다토키를 죽음으로 종가의 맥을 잊기 위해 1627년 히메지 신덴 번주로 부임하였고, 대신 외조카 오가사와라 나가쓰구가 다쓰노 번주로 부임하였다. 1632년 나가쓰구가 부젠국 나카쓰번 8만석에 가증 이봉되자, 1633년 오카베 노부카쓰가 미노국 오가키번에서 다쓰노 번으로 전봉되어 입성한다. 하지만, 1636년 셋쓰국 다카쓰키 번으로 전봉되었고, 이즈미국 마쓰에번에서 교고쿠 다카카즈가 번주로 부임했다. 이마저도 1658년 사누키국 마루가메번으로 이봉되어, 다쓰노 번은 1658년부터 1672년까지 막부직할령에 편입되어 다쓰노 성은 폐성되었다.
1672년 시나노국 이다 번에서 와키자카 야스마사가 하리마 국 다쓰노 번에 입봉되자, 파각되었던 다쓰노 성은 재건되었고, 메이지 유신기까지 와키자카 가문 10대의 거성이었다.
현재 성터 주변은 다쓰노 공원으로 정비되어 있으며, 다쓰노 성의 성벽, 망루 등은 1975년부터 1980년에 거쳐 복원된 것이다. 그 중 혼마루 어전은 1979년 재건되었다.

## 남아있는 건조물
성터 주변에 석벽과 다몬 망루, 스미 망루, 암문형식으로 된 성문, 그리고, 재건된 어전 건물이 있다. 그 밖에도 성문은 다쓰노 시내의 조에이지(浄栄寺), 인넨지(因念寺)에 이축되어 현존해 있다. 또, 성의 어느 문인지 명확지는 않지만, 고헨지(光遍寺), 렌코지(蓮光寺)에도 성문이 이축된 것으로 알려져 있다.

## 관광

#### 교통
- JR 서일본 혼타쓰노 역에서 도보로 30분 소요.

#### 주변 문화시설 및 관광명소
- 간조칸
- 다쓰노 공원
  - 다쓰노 신사 - 와키자카 야스하루를 제신으로 모신 신사
  - 슈엔테이 - 일본 정원의 번주 저택, 단풍의 명소
- 우스쿠치 다쓰노 간장 자료관 - 간장관련 박물관
- 이보노 이토 자료관 - 국수관련 박물관

## 같이 보기
- 다쓰노 번
- 와키자카 야스마사